# Amorphophallus hirtus
Amorphophallus hirtus är en kallaväxtart som beskrevs av Nicholas Edward Brown. Amorphophallus hirtus ingår i släktet Amorphophallus och familjen kallaväxter. Inga underarter finns listade.

## Bildgalleri

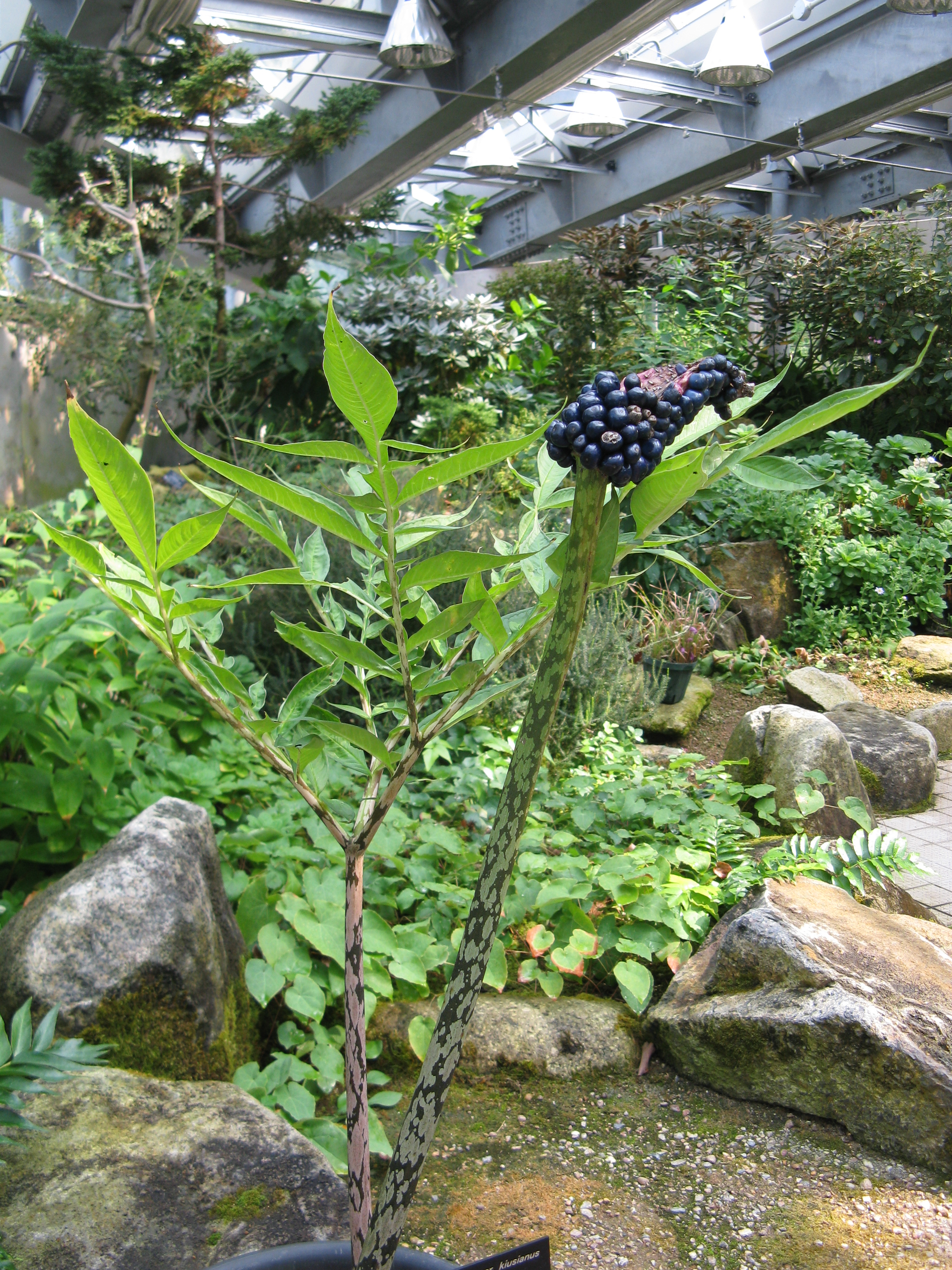